# 強制労働
強制労働（きょうせいろうどう）とは、奴隷的な労働。国際法的に強制労働と確定している世界の主な事例には、以下が挙げられる。
- 大航海時代のスペイン・ポルトガルが行なったインディオの強制労働

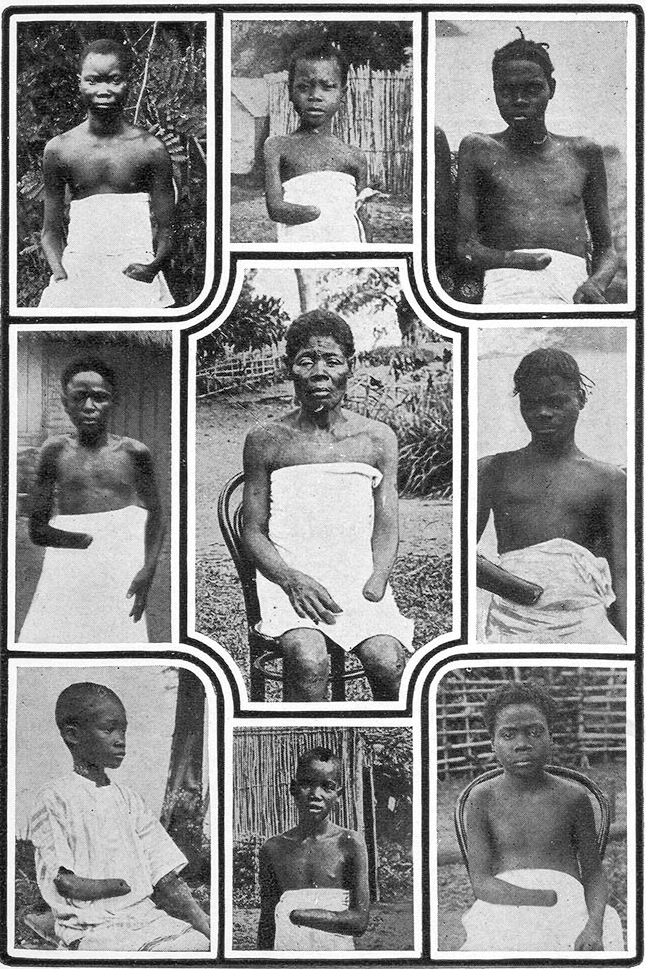
ベルギー王レオポルド2世の私有地であるコンゴ自由国では、住民は象牙やゴムの採集を強制され、ノルマを達成できなかった者は手足を切り落とされた。

- 近代のスペイン・ポルトガル・オランダ・フランス・イギリス・アメリカ合衆国・ブラジル帝国による黒人の奴隷
- 1907年の 「陸戦の法規慣例に関するハーグ条約」、1929年 の 「俘虜の待遇に関するジュネーブ条約」、1949年 の 「捕虜の待遇に関するジュネーブ条約」で禁止されている、対価のない労働禁止など捕虜への待遇や命令できる労働範囲を定めた条約違反の労働。ソ連政府によるシベリア抑留が有名である[2][3][4]。
- アメリカ合衆国で1863年に奴隷解放宣言で奴隷制度が廃止された後、代わりの労働力として導入されたアジア系労働者達。苦力を参照。
- ナチス・ドイツにおけるユダヤ人絶滅収容所。

- 旧ソ連(ロシア連邦)や中国、北朝鮮等の社会主義国などで行われている行為。戦後も強制収容所や児童労働も存在している[5][2][6][7][8][9][10]。

## 国際条約
国際労働機関(ILO)は、強制労働を禁止するために、1930年に『強制労働ニ関スル条約（第29号）』を採択した。日本は1932年に批准している。
しかしこれは列強国の植民地支配下の強制労働を背景に制定されたため、1948年採択の世界人権宣言の基準にそぐわない強制労働を禁止することができなかった。そこで1957年には、この条約を補完する『強制労働の廃止に関する条約（第105号）』 が採択された。
この条約の批准国は2023年4月現在、178カ国である。日本国政府は2022年7月まで105号条約を批准していなかった。。

## 各国の事情

### 日本
江戸時代には浮浪者や無宿者を集めた人足寄場（ただし、これは更生施設や職業訓練所としての側面もあったと言われている）、佐渡金山の水替人足や、蝦夷地の場所請負制などで強制労働が見られた。
幕末の戊辰戦争から明治初期の動乱期にかけて政治犯として逮捕された者などは、北海道の集治監（現在の刑務所に相当）に送られ、炭坑労働 や道路・鉄道敷設の現場で強制労働させられた。集治鑑の死亡率があまりにも高く問題になったことから、明治中期には囚人の強制労働は中止され、民間の雇用による強制労働（タコ部屋労働）に変化した。

#### 日本国憲法の関連法規
労働基準法第5条は、日本国憲法第18条の趣旨を労働関係において具体化し労働者の自由の侵害、基本的人権の蹂躙を厳罰をもって禁止し、もって封建的悪習を払拭し、労働者の自由意思に基づく労働を保障せんとすることを目的とする（昭和23年3月2日基発381号）。
- 「精神又は身体の自由を不当に拘束する手段」とは、精神の作用又は身体の行動を何らかの形で妨げられる状態を生じさせる方法をいう。「不当」とは、本条の目的に照らしかつ個々の場合において具体的にその諸条件をも考慮し、社会通念上是認しがたい程度の手段の意である。したがってたとえ合法的なものであっても「不当」なものとなることがある（昭和22年9月13日発基17号、昭和63年3月14日基発150号）。
- 「労働者の意思に反して労働を強制」とは、不当な手段を用いることにより労働者の意識ある意思を抑圧し、その自由な発現を妨げ、労働すべく強要することをいい、必ずしも現実に労働することを要しない。いっぽう、詐欺の手段を用いられても、それは通常労働者は無意識の状態にあって意思を抑圧されるものではないから、必ずしもそれ自体としては本条に該当しない（昭和23年3月2日基発381号）。

労働基準法第5条の規定に違反した者に対しては、第117条において、労働基準法上最も重い法定刑が定められている。
労基法第5条違反の判例としては、広島地裁昭和26年5月1日及び名古屋地裁昭和25年9月13日などがあり、労働基準法第17条の前借金に絡む労働者の足留めや強制労働についてのものである。一方、強制労働の原因ともなる前借金や、労働することを条件とする前貸しの債権について、賃金との相殺を禁止した労働基準法第17条と関連した事件もある。

#### 企業の事例
従業員が早期に退職しようとした場合について、昨今では青木定雄と青木信明のエムケイタクシーにおける、タクシー運転手に必須の第二種運転免許取得費用の返済や、費用が会社負担だった同社運転手のイギリス英会話留学（エムケイホームページ）の費用の返済、などに絡む強制労働問題などがある。エムケイがおこなっている、公共職業安定所への同社の求人票などとは極端に異なる労働条件での就労の、半ば強要か強制労働に当たるのではないかという問題がある。
判例の傾向としては、運転手の在社就労期間が極端に短期ではなく会社に収益をもたらしていた場合、当該費用についてはタクシー業務との関連性が認められている。今日他社タクシー会社では二種免許取得費用の会社全額負担が趨勢である。強制労働問題に関しては具体的状況が民事裁判での和解などで考慮されている。

#### 長時間労働
日本では、サービス残業など従業員が拒否できない長時間労働が問題となっている。特に中央官庁で勤務する国家公務員は、国会対応に追われ、連日の泊まり込みや月150時間ほどの残業が常態化している。なかでも労働政策を所管する厚生労働省は残業時間の長さから「強制労働省」や「拘牢省」などと揶揄されていることから、働き方改革に乗り出している。

#### 障害者虐待
知的障害児施設で虐待等により強制労働を強いていたという事件（例「水戸事件」、滋賀の「サン・グループ事件」）がいくつか起こっている。脳性麻痺患者による障害者患者会、大阪青い芝の会は、1972年に会報で「障害者は働くことはよい事なのだ、働けないことはいけないことなのだと教えられている」、「ことあるごとに『働くことはよいことなのだ。働く所がなければ授産所へ行っても働け』といわれ続ける」、「街を歩けば『どこの施設から逃げてきたのだ』と言葉をかけられる」などと障害者が直面している就労に関する実態を明かし、「この現実を私達は拒否します」と表明している。

### ロシア・ソ連

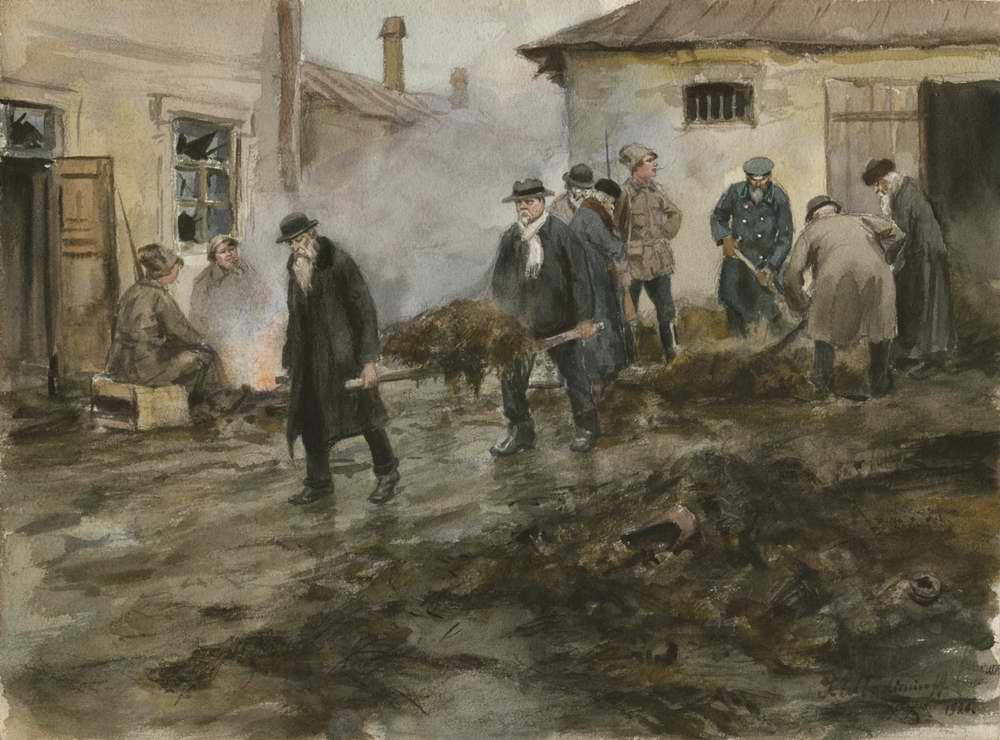
ボリシェヴィキにより強制労働をさせられる人々。 Ivan Vladimirov作。

ロシア帝国時代から囚人の強制労働が行われてきたが、ソビエト連邦では1920年後半頃から政治犯などの囚人の労働力が注目され、より強制労働が行われるようになった。当時のソ連では重労働を伴う分野の労働力不足が深刻であり、労働力確保を目的として囚人を確保するといった側面もあった。スターリン体制下の1930年代以降は強制収容所である「ラーゲリ」の数が爆発的に増加した。白海・バルト海運河建設などに動員された白海・バルト海矯正労働収容所では、1932年から1941年にかけての10年間で3万人近い死亡者を出した。スターリン時代に、数百万もの人々が強制労働で死亡している。

#### 捕虜への強制労働・共産主義思想の強要
第2次世界大戦終結後、旧ソ連は日本兵や日本の民間人約57万5000人を拘束し、シベリアやモンゴルの強制労働収容所に移送した。そして、ろくな食事、金銭的な対価も無しに鉄道敷設のほか、道路、建物の建設、農作業などの強制労働を課した。その上に、抑留者には共産主義教育も行われた。生き延びるためには、共産主義へ共鳴をする必要があった。厚生労働省の調査で、約5万5000人が飢えや寒さなどソ連による抑留で死亡した。1947年から帰還が開始し、生存者が全員帰国出来たのはソ連との国交が回復した1956年であった。抑留者らは帰還船に乗る直前に、ソ連側へ戦友の遺品を含む衣類以外の身に付けていたものを全て没収されている。
スターリンはポツダム会談で、チャーチルが炭鉱労働者不足を嘆いた際に「ドイツの捕虜を使えばいい。わが国ではそうしている」と答え、4万人のドイツ人捕虜を本国に移送することを勧めるなど、捕虜を労働力としてしか見ていなかった。ソ連は1929年のジュネーヴ条約に加わっていなかった。
ヤルタ会談では、賠償は役務や現物による支払いで行われる役務賠償が合意された。この役務賠償の考え方は、捕虜の強制労働を正当化する理由ともなった。ポーランド侵攻以降獲得した各国人捕虜は389万9397人におよび、1949年1月1日の段階で56万9115人が死亡し、54万2576人が未帰還のまま抑留された。特にドイツ人の死亡率は高く、スターリングラード攻防戦での捕虜6万人のうち、帰還できたのはわずか5千人であった。

#### シベリア抑留
第二次大戦の終結後、ヨシフ・スターリンは「国家防衛委員会決定No.9898（俗に、スターリン秘密指令）」を極東戦線の司令官らに送り、日本人捕虜をソビエト連邦内に移送し強制労働に従事させるよう指示した:58。日本軍人の立場は正式には捕虜だったが、旧軍関係者の感情に配慮し、一般的に「抑留者」と呼ばれる。移送先も広大な地域に及んだが、これも一般的に「シベリア抑留」と呼んでいる:37。寒さや飢えなどで、5.5万人以上が死んだと言われる:43。ソ連は大戦で多くの人的資源を失っており、イワン・コワレンコ元ソ連共産党中央委国際部副部長は、抑留は戦後復興の労働力を確保するために、対日参戦前から決まっていたという内容の証言をしている:35。ロシア国立軍事公文書館には約76万人分に相当する量の資料が収蔵されていることが明らかになっているが、これには重複分も含まれていると見られる。200万人以上との説もある。ポツダム宣言では、武装解除後兵士を家庭に復帰させることになっていたにもかかわらず、シベリア抑留は最長11年に及んだ:105。日本人以外にも、ドイツ人やハンガリー人捕虜など、計416万人がソ連で強制労働に従事させられた:79。。抑留者には、共産主義教育も行われていた。生き残った帰還者によると「啓蒙宣伝部長」へ任命されて帰還者の面接をする事もさせられたとし、「生き延びるためとはいえ、本心を偽り、共産主義へ共鳴したふりをするのはつらかった。」と語っている。1953年スターリンの死ぬと、強制労働システムは急速に崩壊し、囚人や捕虜は釈放されていった。これらの強制労働はソ連の産業に貢献したが、長期的に見ると見るとソ連崩壊の一因になった。
2021年にロシア極東ハバロフスク地方で、新型コロナウイルス禍で中央アジアからの出稼ぎ労働者が帰国し、国連安保理の対北制裁で北朝鮮人労働者がロシアに残れないことで外国人労働力が不足しているために、受刑者らが極東とシベリアを結ぶ「バム鉄道」の複線化工事に従事させられることになった。現地メディアでは、シベリア抑留おける日本人将兵らがバム鉄道を建設したため、その時の強制労働のようだと話題になった。

### 中国
清朝時代は苦力は有力な輸出商品であり、黒人奴隷廃止後のアメリカ合衆国の大陸横断鉄道建設やロシア帝国のシベリア鉄道建設など世界各地で低賃金で過酷な労働を強いられた。ただし、労働力不足が理由だったロシアと対照的に中国では重労働を伴う分野での労働力過剰が深刻であったために失業対策の側面もあった。

#### 労働教養制度
中華人民共和国では、不穏分子とみなされた人々を裁判もせずに強制収容して、労働教養制度にて強制労働をさせている。この強制労働キャンプは「労働改造所（労改：ラオガイ）」とも言われ、時事英語としても通る名前となり、2005年にはアメリカ合衆国議会で「中国の強制労働」の公聴会が開かれ、約1千箇所の監獄があり、無償で働かされ、その生産物は日本や米国に輸出し、中国は利益を上げていると発表された。この問題に取り組む人権活動家によれば、300万人以上が強制収容されているとし、その状況を訴えるために2008年、ワシントンD.C.に中国の強制労働問題をテーマにした「労働改造博物館」をオープンさせている。
2012年10月、アメリカ合衆国オレゴン州に住む女性が中国製品を買ったところ、その製品の梱包の中から中国当局による強制労働の実態を告発する手紙が見つかる事件があった。この手紙は英語と中国語で書かれており、それによると遼寧省の労働教養院の強制労働従事者は「1日15時間労働で、休みもない。従わなければたたかれるなどの虐待を受ける。給与はないに等しい」という実態を告発し、手紙を偶然に見つけた人に対し、手紙を人権団体に届けてくれと訴えている。現在、アメリカ当局が手紙の内容を精査している。

#### 児童の強制労働
2007年には中国山西省臨汾市のレンガ工場一帯で5万3000人以上の不法入国移民を使用し、誘拐した子供1000人以上を強制労働させていることが判明した。子供らを1日14時間労働させ、食事も十分に与えず、暴力も加えていた。中には8歳の幼い子供もおり、最長で7年間強制労働させられていた者もいた。中国の自治体関係者や警官も荷担していた事実が発覚している。

#### 障害者の強制労働
2008年には中国黒竜江省ハルビン市の建設現場で知的障害者34人を強制労働させていた事実が発覚。約30平米の部屋に閉じ込められ、1日2回の食事でレンガや砂利の運搬をさせられ、逃亡しようとした者には暴力で服従させていた。

#### ウイグル人の強制労働
2021年、オーストラリアの安全保障シンクタンク「オーストラリア戦略政策研究所」（ASPI）により中国各地でウイグル人の強制労働を下請けのサプライチェーンなどで使っている主要企業として世界で合計82社が挙げられた。

### 韓国

#### 知的障害者の強制労働
韓国では、知的障害者を人身売買し、離島の塩田で、一切給与を支払わず、監禁して強制労働させていた事件が、2014年に発覚した。

#### 外国人労働者への虐待
外国人労働者への虐待が蔓延しており、「（韓国）当局は、搾取と強制労働のための人身売買をまん延させる恥ずべき制度を作り上げている」とアムネスティ・インターナショナルが報告した。

#### 徴兵制度による兵役義務者の強制労働
韓国は、徴兵制度を運用しながら現役兵として徴兵された人々の一部を警察、刑務所などの勤務に選び出しされて、義務服務期間中に服務するようにしたり、現役兵としての徴兵対象者が志願すれば軍事訓練を受けた後、義務服務期間中に警察署・消防署で代替服務をするようにする制度が存在するが、これを「転換服務」と称し、警察署や刑務所などの勤務に選び出しされて、服務することは、それぞれ「戦闘警察」、「矯正施設警備矯導隊」と呼ぶ。現役兵としての徴兵対象者が志願すれば軍事訓練を受けた後、義務服務期間中に警察署や消防署で代替服務をすることは「義務警察」、「義務消防隊」と呼ぶ。現役の服務が難しい兵役義務者と特定の資格を持つ兵役義務者のうち志願者を補充役に分類される役種に分類し、彼らに軍事訓練と代替服務の義務を賦課する。 前者は「社会服務要員」、後者は韓国国内では「兵役特例」などと呼ばれる「産業技能要員」・「専門研究要員」・「公衆保健医師」・「公益法務官」・「公衆防疫獣医師」・「芸術体育要員」などの服務制度である。しかし、このような形態の代替服務の義務を課すことは、国際労働機関第29号条項によれば「処罰の脅威の下に強要せられ、自ら任意に申出でたるに非ざる一切の労務」含まない「純然たる軍事的性質の作業に対し強制兵役法に依り強要せらるる労務」に該当しないので強制労働に該当する。

### ナチスドイツによるKZと外国人労働者政策
ナチスドイツのコンツェントラツィオンス・ラーガー、KZとよばれる施設があった。
大恐慌以降のナチスによる経済政策の結果、1936年以降高失業率は解消され、軍備拡大政策にともなう諸工業の発展は逆に深刻な労働力不足をもたらした。近隣諸国との労働者派遣に関する二国間協定により国外から労働力が集められたが、それは市民労働者と戦時捕虜としての外国人労働者が含まれていた。1941年以降には強制収容所労働者がドイツ軍需産業に投入され、1942年以降にはフリッツ・ザウケルを中心に3年に渡りヨーロッパ占領地区から労働従事者を強制的に連行した。
2000年7月17日、第二次世界大戦中の強制労働者への補填として「記憶・責任・未来」基金が設立された。この基金はドイツ政府やドイツ企業から資金が出され、およそ100か国、約166万人以上の人々に合計44億ユーロが支払われた。

### ブラジル
第二次世界大戦期のマレー作戦以降、当時の世界のゴムの95%を産出する現在のマレーシアにあたる地域は日本に占領されたため、米国政府はゴムの在庫を不安視し、ゴムを確保するためにブラジル政府とゴム生産の合意を結んだ。これにより、ブラジル政府は同国北東部でブラジル遠征軍を名目に人々を徴用し、「ゴム兵士」（ポルトガル語: soldados da borracha）としてアマゾン雨林深部のマナウスなどに送り込んだ。公式記録によると、5万5千以上の人々はゴムの収穫と生産のためにアマゾンに送られた。しかし、現地に到着すると、劣悪な環境に加え、賃金の支払いはなくほぼ強制的に就役させられた。
歴史家の推定によると、「ゴム兵士」のうち半分近くは1945年9月までに亡くなったと見られる。また、ゴムの生産過程における噴煙の影響により、生存者には視力障害を抱える人が多い。一部の「ゴム兵士」は1990年代以後にブラジル政府に賃金・年金の支払いを求めているが、多くの書類は紛失したため、実際に受け取る人は少ない。

## 強制労働に関する作品
※シベリア抑留についてはシベリア抑留#シベリア抑留に関連する作品を参照。
- アレクサンドル・ソルジェニーツィン作『収容所群島』『イワン・デニーソヴィチの一日』
- 小林多喜二「蟹工船」
- 女工哀史
- あゝ野麦峠
- 山崎豊子『大地の子』
- 遠藤誉『卡子（チャーズ） 出口なき大地』　（1984年、読売新聞社
  - 『卡子 中国革命戦をくぐりぬけた日本人少女』と改題（1990年、文春文庫）